# Albatrosas (Kopgalis)
Albatrosas (česky Albatros) je ocelová plastika, která se nachází na pobřeží Kuršského zálivu Baltského moře v Kopgalis části čtvrti Smiltynė ve městě Klaipėda v Litvě. Autory díla jsou sochař Klaudijus Pūdymas a architekt Mindaugas Zabarauskas.

## Popis a historie díla

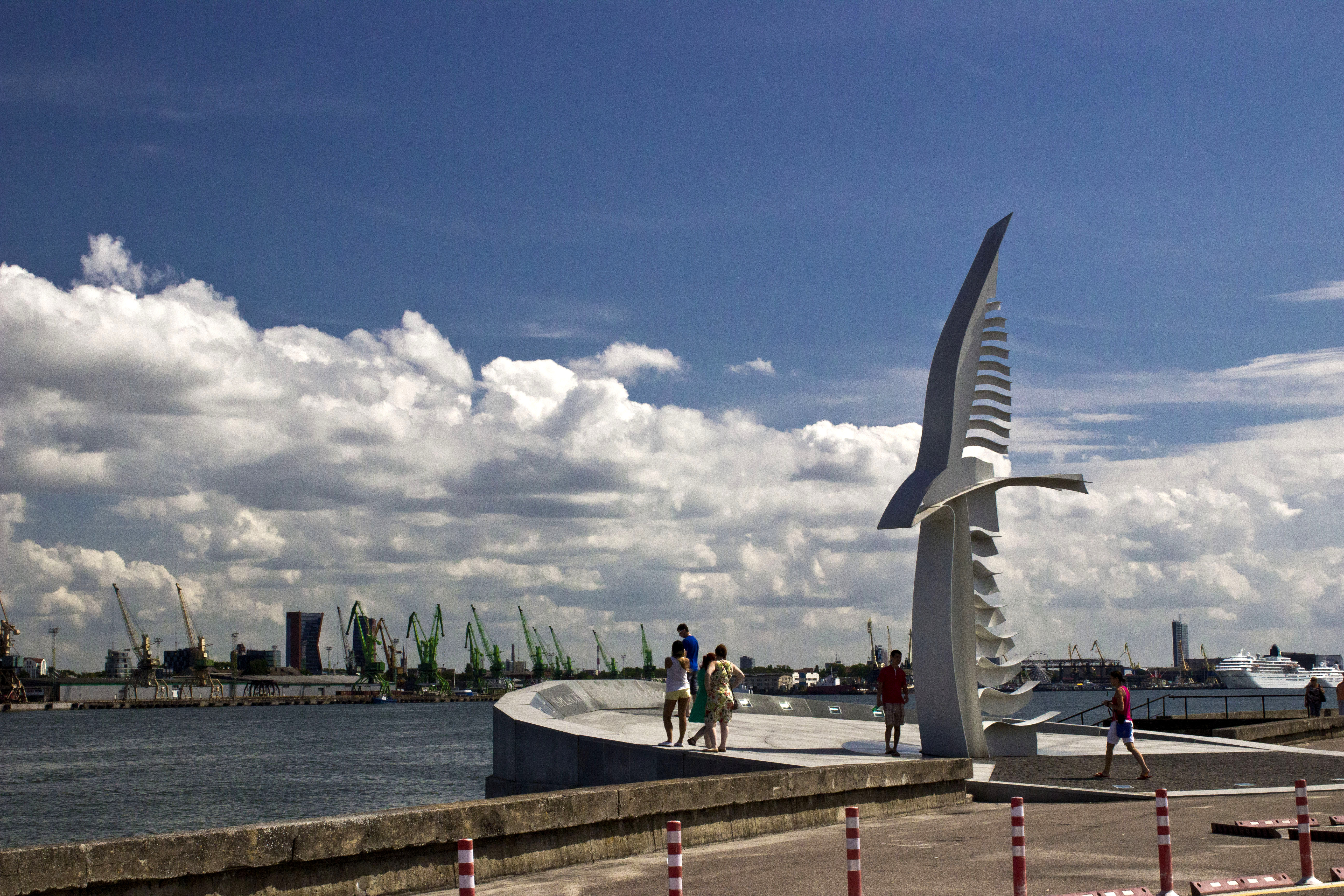

Dílo znázorňujícího letícího ptáka albatrose je koncipováno jako památník věnovaný zahynulým námořníkům a potopeným lodím. Tragické události připomínají dramatický vztah mezi člověkem a mořem. V souladu s legendami, albatrosové a racci jsou znovuzrozené duše námořníků, kteří se tak symbolicky vznášejí nad mořskými hroby utonulých námořníků, kteří se nikdy nevrátili. Plastika je příhodně umístěná před Muzeem moře a Delfináriem. Plastika vysoká 12 m byla odhalena v roce 2011.
Památník také připomíná nejhorší námořní tragédii Klaipėdy, která se stala v roce 2001, kdy litevská transportní loď Linkuva vstoupila do epicentra hurikánu Carlota v Tichém oceánu u pobřeží Mexika a zahynulo osmnáct členů posádky.